# Крістель Каррізі
Крістель Каррізі (італ. Cristel Carrisi, нар. 25 грудня 1985, Челліно Сан Марко, Пулія) — італійська співачка й дизайнер.

## Біографія
Крістель Каррізі, народилася в сім'ї музикантів та артистів Роміни Павер (Роміна Павер) та Альбано Каррізі (Аль Бано).Охрещена Матір'ю Терезою зростала подорожуючи зі своїми батьками по світі в численних турне. Свої перші пісні почала писати у 7-річному віці. Володіє кількома іноземними мовами, зокрема англійською (чому завдячує матері - американці) та французькою й іспанською, які вивчила під час навчання у коледжі в Швейцарії. Потім вивчала економіку в університеті Bocconi, який незабаром залишила, повністю себе присвятивши музиці і мистецтву. Один семестр провела в музичному коледжі Берклі в Нью-Йорку, де вивчала вокал. Вільно володіє гітарою та фортепіано.
Записала два альбоми I promise та Il tempo, il nulla, l'amore ed io.
Своїй популярності завдячує відомим батькам та участі в численних телешоу.
Зараз пробує себе в ролі дизайнера молодіжної лінії одягу CrisBerry, яку створила разом зі своєю сестрою Роміною Каррізі. На даний момент переважають колекції дитяжого одягу, які були представлені у жовтні 2012 на Lecce Fasion Weekend.

## Дискографія
- I promise
- Il tempo, il nulla, l'amore ed io